# Ich und meine Maske
Ich und meine Maske je třetí sólová deska německého rappera Sida.

## O Albu
Vyšlo 30. května 2008 na labelu Aggro Berlin s distribucí Universal. Styl alba je podle Sida mix z obou předchozích.Album debutovalo v německu na #1 a ve švýcarsku #2

### Prodej
Do 18. listopadu 2008 se prodalo 160 000 kusů alba.Za nedlouho bylo prodáno 200 000 kopií alba a Sido dostal za to Zlatou desku.

### Verze
Album Ich und meine Maske vyšlo, stejně jako předchozí album Maske, ve standardní a prémiové verzi. Prémiová edice obsahovala druhé CD s 10 skladbami. Album také vyšlo v "Limited Premium edition", která obsahuje obě CD, 3D masku vázaný booklet se všemi texty a mnoha fotkami. Ještě existuje album ve verzi "MZEE.com Edition", která obsahuje remixy od producentské skupiny Goofiesmackerz.

## Singly
"Augen auf/Halt dein Maul" je Dvojsingl,který vyšel 16. května 2008. Druhým singlem se stal track Carmen, vyšel 25. července 2008. Videoklip k němu je točen na Mallorce. Dalším singl vyšel 3. října 2008 jmenoval se "Herz". 30. ledna vyšel čtvrtý singl "Nein" feat. Doreen.

## Tracklist

### CD1
1. Intro – 1:02
2. Wieder zurück – 3:49
3. Halt dein Maul – 3:21
4. Peilerman und Flow Teil 5 – 1:09
5. Ich und meine Maske – 3:59
6. Pack schlägt sich (feat. Azad) – 3:10
7. Peilerman und Flow Teil 6 – 0:54
8. Augen auf – 3:50
9. Herz – 4:27
10. Peilerman & Flow Teil 7 – 0:43
11. Strip für mich (feat. Kitty Kat) – 4:21
12. Carmen – 3:46
13. Peilerman und Flow Teil 8 – 0:37
14. Scheiss drauf – 4:24
15. Unser Leben (feat. Fler und Shizoe) – 4:31
16. Nein! (feat. Doreen) – 4:03
17. Schule (feat. Alpa Gun und Greckoe) – 3:50
18. Jeder kriegt, was er verdient (feat. Tony D)– 2:45
19. Danke – 4:46
20. Aggrokalypse (feat. B-Tight, Fler und Kitty Kat)– 4:31

### CD2 (Premium Edice)
1. Mario Barth Intro (feat. Mario Barth) – 1:36
2. Ich bin so Gaga (feat. Bass Sultan Hengzt) – 4:12
3. Tage (feat. Harris und Pillath) – 4:58
4. Beweg dein Arsch (feat. Scooter, Kitty Kat und Tony D) – 3:28
5. Wenn die Bosse reden (feat. B-Tight) – 4:50
6. Ich und meine Katze (feat. Kitty Kat)– 3:25
7. Deine Eltern – 4:38
8. Kanacks & Hools (feat. Joe Rilla) – 4:45
9. Meine Gang (feat. Die Sekte) – 4:01
10. Halt dein Maul Remix (feat. Kitty Kat, Willi Murda und Automatikk) – 3:21